# Challenger de Nottingham 1 2013
El AEGON Trophy 2013 fue un torneo de tenis profesional que se jugó en pistas de hierba. Se trató de la quinta edición del torneo que forma parte del ATP Challenger Tour 2013 . Tuvo lugar en Nottingham , Reino Unido entre el 3 y el 9 de junio de 2013.

## Jugadores participantes del cuadro de individuales

### Cabezas de serie
| País                      | Jugador           | Rank1 | Favorito |
| Bandera de Australia      | Marinko Matosevic | 63    | 1        |
| Bandera de Israel         | Dudi Sela         | 89    | 2        |
| Bandera de Canadá         | Jesse Levine      | 90    | 3        |
| Bandera de Francia        | Kenny de Schepper | 91    | 4        |
| Bandera de Estados Unidos | Ryan Harrison     | 92    | 5        |
| Bandera de Estados Unidos | Rajeev Ram        | 93    | 6        |
| Bandera de Alemania       | Benjamin Becker   | 97    | 7        |
| Bandera de Canadá         | Vasek Pospisil    | 103   | 8        |
| ------------------------- | ----------------- | ----- | -------- |

- 1 Se ha tomado en cuenta el ranking del 27 de mayo de 2013.

### Otros participantes
Los siguientes jugadores recibieron una invitación (wild card), por lo tanto ingresan directamente al cuadro principal (WC):
- Alex Bogdanovic
- Daniel Evans
- Josh Goodall
- Edward Corrie

Los siguientes jugadores ingresan al cuadro principal tras disputar el cuadro clasificatorio (Q):
- Prakash Amritraj
- Jamie Baker
- Brydan Klein
- Samuel Groth

## Campeones

### Individual Masculino
- Matthew Ebden derrotó en la final a  Benjamin Becker por 7-5, 4-6, 7-5

### Dobles Masculino
- Jamie Murray /  John Peers derrotaron en la final a  Ken Skupski /  Neal Skupski por 6-2, 6(3)-7, [10]-[6]